# Poltava oblast
Poltava oblast (ukrainsk: Полта́вська о́бласть, tr. Poltavska oblast) er en af Ukraines 24 oblaster beliggende i den midterste del af landet, øst for Dnepr. Oblasten er arealmæssigt den sjette største i Ukraine og grænser op til Tjernihiv og Sumy oblast mod nordøst, Kharkiv oblast mod øst og sydøst, Dnipropetrovsk oblast mod sydøst, Kirovohrad oblast mod sydvest, Tjerkasy oblast mod vest og Kyiv oblast mod nordvest.
Poltava oblast blev grundlagt den 22. september 1937 ved en udskillelse fra Kharkiv oblast og har et areal på 28.748 km² — 4,8% af Ukraines territorium. Oblasten har 1.352.283 (2022) indbyggere. Oblastens største by og administrative center er Poltava (295.950). Andre større byer er Krementjuk (225.828), Horisjni Plavni (51.958), Lubny (47.827) og Myrhorod (41.267).
Oblasten er centrum for Ukraines gas- og olieindustri.
Afstanden fra nord til syd er 213,5 km og fra øst til vest er den 245 km. Den ligger i Dnepr-Donetsk aulakogenet på  Den Østeuropæiske Slette og kendetegnes ved sit flade landskabsrelief med ubetydelige højdedrag, som ligger mellem 50 og 150 moh. Der findes i alt 146 floder (vandløb på over 10 km's længde) med en samlet længde på over 5.100 km. De største er Psel og Dnepr; sidstnævnte er også Ukraines største og vigtigste flod. 